# テトラテマ
テトラテマ (Tetratema) は、1920年ごろに活躍したイギリスの競走馬である。短距離で好成績を収め、2000ギニー（1920年）、ジュライカップ（1921年）などに優勝した。産駒にも短距離での活躍馬が多い。1929年イギリス・アイルランドチャンピオンサイアー。

## 概要
テトラテマはその父ザテトラークと母スコッチギフトの馬主であったダーモット・マッカルモントが所有するキルケニー州バリーリンチ牧場で生まれた。
馬名の由来について、テトラはラテン語の4を意味するとされるが父名に因んだのか名前の為の造語かは不明。
ザテトラーク産駒にはテトラテマ以外にテトラメーター、テトラバジア、テトラテラなどテトラが付く馬が居る。

### 競走馬時代
マッカルモントと親しく、父ザテトラークも管理したアティ・パース調教師の元でデビュー。
1919年はシャンペンステークスやミドルパークステークスなど初レースの5ハロン以外は6ハロンのレースを優勝し、5戦5勝の成績で2歳チャンピオンとなった。
翌1920年は初戦のグリーナムステークス(8ハロン)で脱鞍所に戻ってきた時に全身泥まみれになるような悪い馬場で1馬身差の2着に敗れた。
ブックメーカーから最も高い評価（オッズ2:1）を受けた2000ギニーは、好スタート後すぐに先頭を奪い最後までリードを保ち、2着のアレンバイに1馬身差を優勝した。
この時の鞍上カーレスクは長距離レースが得意だった。
ダービーステークスでもブックメーカーからはオッズ3:1と最も高い評価を受け、対抗馬は前走2000ギニーで2着のアレンバイ。
馬場は固く、重馬場が苦手なテトラテマに味方し、下見所に現れた時も観客に元気な姿を見せていた。
バリアーの紐が切れて発走時刻は少し遅れたが、全馬一斉に好スタートを切りテトラテマはスタートから4ハロンの所で10馬身の差を付けるが、アボッツトレースが追いつき2頭の競り合いとなった。
競り合いは、始めのカーブを廻って下り坂にさしかかる頃まで続き、ここでテトラテマの脚色は鈍り後退。
後退するテトラテマを後目にアボッツトレースは下り坂からタッテナムコーナーを回り1ハロンくらい走った所で、数頭抜いた余勢を駆ったスピオンコプがアボッツトレースを抜き去りレコードタイムを記録し勝利。
テトラテマは14着に敗れた。一時は先頭を走ったアボッツトレースはスピオンコプに抜かれた後に他馬に引っかけられて転倒、ドノヒューは落馬したがゆっくり起き上がり観客に無事を示した。
5ハロンのステークスを楽勝して7月開催のエクリプスステークス( 2000m)に挑むもバカン(シアンモアの父)の5着に敗れた。
この敗戦によりテトラテマはダービーステークス 敗戦で浮かんだステイヤーではないという評価は決定的な物となり、スプリンターであるとする評価が定着した。
秋のセントレジャーステークス（約2937m）に登録は有ったが馬主も調教師もこちらに出走させず、キングジョージステークス(6ハロン)とケンネットステークス(5ハロン)に出走させ、テトラテマは両レースで圧勝。
1921年も現役続行。
キングズスタンドステークス(5ハロン)、ジュライカップ(6ハロン)、キングジョージステークス(6ハロン)、スネイウェルステークス(5ハロン)、と6ハロン(1200m)以下の短距離レースに専念し4戦4勝。
当時一流馬が多く出走したゴールドカップ (4000m) に長距離レースには出走せず、このようなローテーションは、当時のイギリスにおいては非常に珍しいものであった。

### 競走馬引退後
1922年から種牡馬となり、1936年7月に23歳で死去するまでの18年間自身が生まれたバリーリンチ牧場に繋養された。
初年度の種付料300ギニー。ダービーで勝利したスピオンコプの同年の種付料149ギニーに差を付け、テトラテマの人気が高い事を物語っている。
同牧場には父ザテトラークも繋養されており、種付料は当時のイギリス最高額の500ギニーだった。
産駒の活躍により、晩年にはソラリオやかつての父と同額の種付料500ギニーとなった。
産駒傾向はセントレジャー勝ち馬を3頭出してスタミナ豊富な産駒も居たザテトラークに対して、テトラテマは自身に似て短距離で好成績を収めた産駒を多く出し、2400m以上のレースで目立つ成績をあげたものは1頭も居らず、長距離系の牝馬に多く付けたが自身のスピードを優先的に伝えている。
種牡馬成績は1926年に8位を記録し、1928年から10年間連続してリーディングサイアーの10位以内に位置し続けるという優れたもので、1929年にはブランドフォードを抑えてリーディングサイアーとなり、2位も3回記録した。
種牡馬入りした産駒は、ロイヤルミンストレイス(イギリス、アメリカ)、ミスタージンクスや、セイオー(ニュージーランド)、サティアー(南アフリカ)などが居た。
バクテリオファージュ(フランス) の系統からはフランスダービー馬で来日後は種牡馬として活動したタパルクを出した。
直仔のセフトからはシーマーやボストニアンらに、アングロアラブのスマノダイドウを通じて大きく繁栄するも、輸入種牡馬に押されて系統は尻すぼみとなった。
ブルードメアサイア―としては7位と10位が1度ずつで、2000ギニー勝ち馬等短距離馬が出た。

## エピソード
テトラテマは、尻高の馬格と毛色に加えて、サラブレッド史上屈指の秀才と評されるほど利発さ受け継いでおり、レース中のペース配分は全て自ら判断していたといわれ、騎手は手綱や鞭を使う事無く、落馬しないように注意するだけだった。
「冷静」「垢抜けた」と冠せられるレース振りは、スタートからゴール前まで約300mまでは包まれないよう注意しながら先頭集団より少し離れて走り、ゴールが近づくと抜け出して真っ先に飛び込むというものであった。
他馬の馬主達は自分の馬がバカに見えてやりきれず、テトラテマと走らせるのを大層嫌がったという。
産駒のセフトにも利発さは受け継がれ、怪我をしたらすすんで治療を受け、自分の背に乗る人を選択する馬だった。

テトラテマは父ザテトラークと同じく芦毛の馬体を持ち、割合としてはそれ程多くないが現代に芦毛を伝えた一頭になった。
産駒には芦毛でないものもいたため、遺伝子型はヘテロ接合型であると考えられている。
メジロアサマやカラムーンはテトラテマの芦毛遺伝子を受け継いでいる可能性がある。
3歳夏頃、テトラテマを10万ポンドで譲ってほしいという話をマッカルモンドが拒否したという噂が流れた。
後にデマと判明したが、競馬紙に「テトラテマは果たして10万ポンドの値打ちの有る馬か?」という論文が出たり、一般の日刊紙は「競馬界における気ちがいじみた愚行」なる社説を掲げたりと社会問題化しかけた。

## 競走成績
- 1919年（5戦5勝）
  - ナショナルブリーダーズプロデュースステークス
  - モールコームステークス
  - ミドルパークステークス
  - インペリアルプロデュースステークス
  - シャンペンステークス
- 1920年（7戦4勝）
  - 2000ギニー
  - キングジョージステークス
  - ファーンヒルステークス
  - ケネットステークス
- 1921年（4戦4勝）
  - ジュライカップ
  - キングジョージステークス
  - キングズスタンドステークス

## 主な産駒
- フォーコース (Four Course) 1000ギニー
- ドウシュク (Doushka) ヨークシャーオークス
- ティフィン (Tiffin) ジュライカップ
- バザー (Bazaar) ホープフルステークス
- フォースハンド (Fourth Hand) 愛2000ギニー
- ミスタージンクス (Mr= Jinks) 2000ギニー
- ロイヤルミンストレル (Royal Minstrel) エクリプスステークス
- セフト (Theft) ジャージーステークス、日本種牡馬首位5回
- バクテリオファージ (Bacteriophage) 種牡馬

## ブルードメアサイアーとしての主な産駒
- モニュメント（コロネーションカップ）
- ビッグゲーム（2000ギニー）
- パレスタイン（2000ギニー）

## 血統表
父ザテトラークは、アイルランドのオーナーケネディ生産で1歳時に1300ギニーでマッカルモント購入されて、7戦7勝。
母スコッチギフトの生産者はザテトラーク同様ケネディで、セントサイモンの3×3とハンプトンの3×4という配合は当時の流行だったという。
馬名は直訳すれば「スコットランド人の贈り物」を意味する。
1歳のドンカスターセールでマッカルモントに550ギニーで購入され、2歳時のみ出走して4勝し、1033ポンド稼いだ。
バリーリンチ牧場で繁殖入り後は、18年間に10頭を生み7頭は勝ちをあげた。
初仔を生んでから7年間出産し、テトラテマはその6番仔。
全兄弟にアーチギフトとザセトラプが居る。
2代母のマウンドは3シーズンの競走馬生活を送り4勝。
繁殖用として80ギニーでケネディに購入されていた。
| Tetratemaの血統（ザテトラーク系（ヘロド系）/ 父方にDoncaster5×5=6.25%、Specrum5×5=6.25%、Rouge Rose5×5=6.25%、母方にHampton4×5=9.375%、St. Simon4×4=12.5%、Galopin5×5×5=9.375%） | Tetratemaの血統（ザテトラーク系（ヘロド系）/ 父方にDoncaster5×5=6.25%、Specrum5×5=6.25%、Rouge Rose5×5=6.25%、母方にHampton4×5=9.375%、St. Simon4×4=12.5%、Galopin5×5×5=9.375%） | Tetratemaの血統（ザテトラーク系（ヘロド系）/ 父方にDoncaster5×5=6.25%、Specrum5×5=6.25%、Rouge Rose5×5=6.25%、母方にHampton4×5=9.375%、St. Simon4×4=12.5%、Galopin5×5×5=9.375%） | （血統表の出典）          | （血統表の出典） |
| 父 The Tetrarch 1911 芦毛 | 父の父Roi Herode 1904 芦毛 | Le Samaritan | Le Sancy                  | Le Sancy         |
| 父 The Tetrarch 1911 芦毛 | 父の父Roi Herode 1904 芦毛 | Le Samaritan | Clementina                |                  |
| 父 The Tetrarch 1911 芦毛 | 父の父Roi Herode 1904 芦毛 | Roxelane | War Dance                 | War Dance        |
| 父 The Tetrarch 1911 芦毛 | 父の父Roi Herode 1904 芦毛 | Roxelane | Rose of York              |                  |
| 父 The Tetrarch 1911 芦毛 | 父の母Vahren 1897 栗毛 | Bona Vista | Bend Or                   | Bend Or          |
| 父 The Tetrarch 1911 芦毛 | 父の母Vahren 1897 栗毛 | Bona Vista | Vista                     |                  |
| 父 The Tetrarch 1911 芦毛 | 父の母Vahren 1897 栗毛 | Castania | Hagioscope                | Hagioscope       |
| 父 The Tetrarch 1911 芦毛 | 父の母Vahren 1897 栗毛 | Castania | Rose Garden               |                  |
| 母 Scotch Gift 1907 鹿毛 | 母の父Symington 1893 鹿毛 | Ayrshire | Hampton                   | Hampton          |
| 母 Scotch Gift 1907 鹿毛 | 母の父Symington 1893 鹿毛 | Ayrshire | Atalanta                  |                  |
| 母 Scotch Gift 1907 鹿毛 | 母の父Symington 1893 鹿毛 | Siphonia | St. Simon                 | St. Simon        |
| 母 Scotch Gift 1907 鹿毛 | 母の父Symington 1893 鹿毛 | Siphonia | Palmflower                |                  |
| 母 Scotch Gift 1907 鹿毛 | 母の母Maund 1898 栗毛 | Tarporley | St. Simon                 | St. Simon        |
| 母 Scotch Gift 1907 鹿毛 | 母の母Maund 1898 栗毛 | Tarporley | Ruth                      |                  |
| 母 Scotch Gift 1907 鹿毛 | 母の母Maund 1898 栗毛 | Ianthe | The Miser                 | The Miser        |
| 母 Scotch Gift 1907 鹿毛 | 母の母Maund 1898 栗毛 | Ianthe | Devonshire Lass F-No.14-a |                  |